# Cryptodromia
Cryptodromia is een geslacht van tienpotigen uit de familie  Dromiidae. De wetenschappelijke naam van het geslacht werd in 1858 voor het eerst geldig gepubliceerd door William Stimpson. Hij duidde Cryptodromia coronata als typesoort aan, een nieuwe soort die hij in dezelfde publicatie beschreef en die gevonden was in de Bonin-eilanden.

## Soorten
- Cryptodromia amboinensis de Man, 1888
- Cryptodromia bispinosa Sakai, 1936
- Cryptodromia bullifera (Alcock, 1900)
- Cryptodromia coronata Stimpson, 1858
- Cryptodromia erioxylon McLay, 2001
- Cryptodromia fallax (Latreille, in Milbert, 1812)
- Cryptodromia fukuii (Sakai, 1936)
- Cryptodromia gilesi Alcock, 1899
- Cryptodromia hilgendorfi de Man, 1888
- Cryptodromia laevis Ihle, 1913
- Cryptodromia longipes McLay, 1993
- Cryptodromia maculata Komatsu, 2011
- Cryptodromia mariae Ihle, 1913
- Cryptodromia marquesas McLay, 2001
- Cryptodromia nierstraszi Ihle, 1913
- Cryptodromia pentagonalis (Hilgendorf, 1879)
- Cryptodromia pileifera Alcock, 1900
- Cryptodromia pitiensis McLay, 2001
- Cryptodromia protubera Dai, Yang, Song & Chen, 1981
- Cryptodromia trispinosa Sakai, 1936
- Cryptodromia trituberculata Buitendijk, 1939
- Cryptodromia tuberculata Stimpson, 1858
- Cryptodromia tumida Stimpson, 1858